# Авегенлампи
Авегенлампи — озеро на территории Суккозерского сельского поселения Муезерского района Республики Карелии.

## Общие сведения
Площадь озера — 1,1 км², площадь водосборного бассейна — 6,94 км². Располагается на высоте 242,1 метров над уровнем моря.
Форма озера продолговатая: вытянуто с северо-запада на юго-восток. Берега каменисто-песчаные, преимущественно возвышенные, местами заболоченные.
Через озеро течёт безымянный водоток, протекающий через цепочку озёр Авегенлампи → Сурьярви → Писто → Чинозеро и впадающий в итоге в Котчозеро, откуда берёт начало река Гумарина, втекающая в реку Ломнезерку, впадающую, в свою очередь, в Селецкое озеро.
По центру озера расположен один относительно крупный (по масштабам водоёма) остров без названия.
С запада, севера и востока от озера проходит просёлочная дорога, проходит дорога местного значения, лесовозная дорога.
Код объекта в государственном водном реестре — 02020001111102000007185.